# Андреевская (Шенкурский район)
Андреевская — деревня в Шенкурском районе Архангельской области. Входит в состав муниципального образования «Ровдинское».

## География
Деревня расположена в южной части Архангельской области, в таёжной зоне, в пределах северной части Русской равнины, в 58 километрах на юг от города Шенкурска, на левом берегу реки Суланда, притока Пуи. Ближайшие населённые пункты: на севере деревня Пахомовская, на юго-западе деревня Затуйская, на юго-востоке деревня Никольская.
Часовой пояс
Андреевская, как и вся Архангельская область, находится в часовой зоне МСК (московское время). Смещение применяемого времени относительно UTC составляет +3:00.

## Население
| 2002 | 2010 | 2012 |
| ---- | ---- | ---- |
| 8    | →8   | ↗10  |

## История
Указана в «Списке населённых мест по сведениям 1859 года» в составе Шенкурского уезда(1-го стана) Архангельской губернии под номером «2097» как «Андвеенская». Насчитывала 11 дворов, 41 жителя мужского пола и 39 женского.
В «Списке населенных мест Архангельской губернии к 1905 году» деревня Андреевская(Онисимовская) насчитывает 22 двора, 60 мужчин и 86 женщин.  В административном отношении деревня входила в состав Суландского сельского общества Ровдинской волости.
На 1 мая 1922 года в поселении 29 дворов, 52 мужчины и 72 женщины..